# Water
Water (Fernsehtitel: Water – Der Fluss des Lebens) ist ein kanadisches Filmdrama von Deepa Mehta aus dem Jahr 2005. Der Film spielt im Jahr 1938 und beschreibt das Leben von Witwen in einem Ashram in Britisch-Indien.

## Handlung
Water spielt im Jahr 1938, in dem Indien unter der Herrschaft der Briten stand. Die damalige orthodoxe hinduistische Tradition beinhaltet, dass vielerorts junge Mädchen mit älteren Männern verheiratet werden. Wenn ihr Mann stirbt, sind die teils sehr jungen Witwen gezwungen, den Rest ihres Lebens verstoßen in einem Ashram zu verbringen. Zum einen sollen sie so für die Sünden ihres vorigen Lebens büßen, die für den Tod ihres Mannes mitverantwortlich gemacht werden. Zum anderen bedeutet ihr Fortgang eine finanzielle Entlastung der Familie ihres Mannes.
Die erst siebenjährige Witwe Chuyia wird in einem Ashram untergebracht, in dem schon 14 andere Frauen sind. In dem heruntergekommenen Haus, das um einen Innenhof herum gebaut ist, regiert die strenge Madhumati, eine alte, wohlgenährte Frau. Die Zuhälterin Gulabi ist ihre einzige Vertraute und diese Hijra versorgt sie auch mit Cannabis. Gulabi hilft Madhumati dabei, die jetzt zweitjüngste der Witwen, Kalyani, zur Prostitution zu zwingen, und bringt sie über den Fluss zu ihrem Kunden. Kalyani ist hübsch und als einzige der Witwen ist ihr Haar nicht geschoren. Seitdem sie als Kind im Ashram angekommen ist, wurde sie gezwungen, auf diese Weise Geld für die Gemeinschaft zu verdienen.
Eine der anderen Witwen, die zurückgezogene Shakuntala, ist hin- und hergerissen zwischen ihrer (vermeintlichen) Pflicht als Witwe und ihrer Unzufriedenheit mit ihrer Situation. Sie wird wegen ihres Zorns von Madhumata in Ruhe gelassen und findet Rat bei Sadananda, einem sanften Hindu-Priester, der ihr Selbstvertrauen stützt und ihr hilft, ihre miserable Situation zu erfassen.
Chuyia rechnet damit, dass ihre Mutter kommen wird, um sie wieder nach Hause zu holen. Dieser Gedanke verleiht ihr ausreichend Selbstsicherheit, um sich im Ashram zurechtzufinden, ohne sich unterkriegen zu lassen. Die anderen Witwen beginnen, sie zu mögen. Eines Tages lernt die schöne Kalyani über Chuyia einen Anhänger Mahatma Gandhis aus der Oberschicht, Narayan, kennen. Die beiden verlieben sich ineinander, doch die Tradition verbietet eine Annäherung und Kalyani schickt ihn fort. Sie kann ihn jedoch nicht vergessen und beginnt, sich Madhumati und ihrem Freier zu verweigern. Narayan wiederum versucht sie wiederzusehen, was ihm mit Chuyias Hilfe gelingt. Er verspricht Kalyani heimlich sie zu heiraten und mit ihr nach Kalkutta zu gehen.
Im Ashram teilt Kalyani das Geheimnis ihrer bevorstehenden Hochzeit mit Chuyia. Die aber schafft es vor lauter Vorfreude auf das Hochzeitsfest nicht, es für sich zu behalten, und platzt Madhumata gegenüber damit heraus. Jetzt ergibt die Weigerung Kalyanis für Madhumati einen Sinn, getrieben vom Ärger und von ihrer Angst, was mit ihrem Karma passiere, falls Kalyani wieder heiraten würde, stürzt sie in Kalyanis Hütte und schert ihr mit Gewalt die Haare. Dann schließt sie Kalyani ein, damit sie wieder zur Vernunft kommt.
Shakuntala sucht Rat bei ihrem spirituellen Meister, der ihr von dem Erlass eines Gesetzes erzählt, das Witwen die Wiederheirat erlaubt. Shakuntala darüber entsetzt, dass so eine Veränderung ignoriert und geheim gehalten werden konnte, fordert den Schlüssel zu Kalyanis Zimmer ein und lässt diese frei.
Die nun freie Kalyani verlässt den Ashram, ohne dass Madhumati sie aufhalten kann. Sie trifft Narayan, der sie über den Fluss zu seinem Elternhaus bringen will. In Sichtweite erkennt Kalyani das Haus jedoch wieder und fleht Narayan zunächst an, sie sofort zurückzubringen. Widerwillig deutet sie es an, eher noch aber errät Narayan, dass die Frau, die er heiraten will, seinem Vater zu Diensten gewesen ist. Narayan kehrt allein zurück zu seinem Elternhaus. Sein Vater, den er bisher als liberalen, großherzigen Mann zum Vorbild hatte, spielt die Angelegenheit herunter und rät seinem Sohn, die sündige Frau eben zur Geliebten zu behalten, weil man eine Hure ja nicht heiraten könne. Narayan bricht mit seinem Vater und beschließt, tief enttäuscht von ihm, von nun an Gandhi zu folgen. Als er aber im Ashram ankommt, um Kalyani mit sich zu nehmen, muss er erfahren, dass sie sich in der Nacht zuvor ertränkt hat.
Madhumati beschließt, es sei an der Zeit, Chuyia Geld verdienen zu lassen, und schickt sie mit Gulabi über den Fluss zu ihrem ersten Freier. Shakuntala erfährt davon und versucht, das zu verhindern, kommt aber erst zu Chuyias Wiederkehr am Fluss an. Sie tröstet das traumatisierte Kind die Nacht über, und irrt am nächsten Tag mit ihr durch die Stadt. Am Bahnhof steht der abfahrbereite Zug mit Gandhi an Bord. Verzweifelt versucht Shakuntala, Chuyia jemandem im abfahrenden Zug zu reichen, damit sich Gandhi um sie kümmert. Sie entdeckt Narayan und übergibt ihm das Kind. Der Zug mit Narayan und Chuyia fährt fort, Shakuntala bleibt zurück im Wissen, dass Chuyia ihrem Schicksal entkommen ist.

## Filmmusik
1. House Of Widows – 5:19
2. Chuyia Explores – 1:42
3. Where Is She? – 0:58
4. Chan Chan** – 5:16
5. Kaalu – 2:28
6. Can’t Go Home – 1:11
7. Piya Ho** – 6:02
8. Ladoo Dreams – 1:11
9. Funeral – 0:59
10. Carriage – 2:06
11. Fatty – 0:52
12. Naina Neer Bahai** – 4:58
13. Kalyani Leaves – 2:21
14. Shyam Rang Bhar Do** – 5:10
15. Turn The Boat Around – 1:33
16. Walk Into River – 2:55
17. Chuyia Is Gone – 2:35
18. Vaishnava Janaiho** – 3:03
19. Train – 3:28
20. Across The River – 5:35

Die Liedtexte zur Musik von A. R. Rahman schrieb Sukhwinder Singh.

## Hintergrund
Der Film ist der dritte Teil einer Trilogie von Deepa Mehta, zu der außerdem Fire – Wenn Liebe Feuer fängt (1996) und Earth (1998) gehören.
Water wurde beim Toronto International Film Festival uraufgeführt und dort mit der Opening Night Gala geehrt. Im November gleichen Jahres wurde er in ganz Kanada aufgeführt. Die erste Aufführung in Indien war am 9. März 2007. Der Film wurde für einen Oscar in der Kategorie Bester fremdsprachiger Film nominiert und war damit der erste kanadische Kandidat in dieser Kategorie, dessen Originalsprache nicht Französisch ist.

## Auszeichnungen
- 2006: 26. Genie Awards in der Kategorie Beste Hauptdarstellerin an Seema Biswas
- 2006: 26. Genie Awards in der Kategorie Beste Kamera an Giles Nuttgens
- 2006: 26. Genie Awards in der Kategorie Beste Filmmusik an Mychael Danna
- 2006: Golden Kinnaree Award beim Bangkok International Film Festival für den besten Film[2]
- 2007: Oscar als Bester fremdsprachiger Film (nominiert)